# Ruediger Dahlke
Ruediger Dahlke (Berlino, 24 luglio 1951) è un medico, psicoterapeuta e scrittore tedesco, attivo nel campo dell'esoterismo, della medicina naturale, e della psicologia archetipica.

## Biografia
Cresciuto a Frisinga, si è interessato sin da piccolo alle discipline spirituali. Negli anni sessanta, a seguito del suo primo viaggio in India dove soggiornò nell'ashram di Maharishi, meta tra l'altro dei Beatles, si è dedicato alla meditazione trascendentale. Apprese ancora diverse pratiche spirituali ed entrò in contatto con altri maestri orientali come Osho. Studiò intanto medicina presso l'Università di Monaco, dove nel 1978 ha conseguito la laurea con una tesi sull'asma psicosomatica infantile. In seguito si è specializzato in psicoterapia, naturopatia e omeopatia. Dal 1977 al 1989 ha lavorato nell'Istituto di Psicologia Straordinaria fondato da Thorwald Dethlefsen, praticando le forme di cura da lui sviluppate, come quelle basate sull'astrologia e sulla reincarnazione.
Nel 1989 Dahlke ha fondato a Johanniskirchen, insieme alla moglie Margit, un suo Centro Terapeutico, in cui ha messo in atto un tipo di «medicina integrale». L'approccio terapeutico di Dahlke, che si ricollega a concezioni esoteriche dell'ermetismo antico fino alla psicologia analitica di Carl Gustav Jung, intende evidenziare la natura psicosomatica di ogni malattia, puntando a una guarigione olistica che coinvolga non solo l'aspetto fisico e meccanico ma soprattutto quello spirituale e metafisico della persona. A tal fine grande importanza è attribuita al significato simbolico e analogico dei sintomi, come illustrato nel corso dei suoi seminari e nei suoi libri, in particolare Malattia e destino, scritto con Thorwald Dethlefsen, e Malattia linguaggio dell'anima. Dahlke ha anche sostenuto le proprietà terapeutiche del digiuno e di una dieta basata sulla distinzione tra «cibi morti» e «cibi vivi».
Nel 2010 ha fondato a Gamlitz, in Austria, il Centro «TamanGa», insieme alla compagna Rita Fasel. Dahlke continua a tenere diversi seminari e corsi di formazione sulla medicina esoterica, anche in Italia, dove ha creato un'apposita Scuola di Medicina Integrale.

## Pubblicazioni in italiano
- Malattia e destino: il valore e il messaggio della malattia (1986), con Thorwald Dethlefsen, trad. di Paola Giovetti, Mediterranee, 2007 ISBN 88-272-0075-4
- Mandala. Le figure del mondo interiore per trovare il centro di se stessi, trad. di D. Moro, Red Edizioni, 1994 ISBN 88-7031-770-6
- Malattia, linguaggio dell'anima. Significato e interpretazione delle malattie, Mediterranee, 1996 ISBN 88-272-1135-7
- Problemi di peso. Interpretazione psicologica dei modelli alimentari, trad. di A. M. Cerquetti, A. Pozzi, Jackson Libri, 1997 ISBN 88-256-1203-6
- Crisi personale e crescita interiore. Seguire il giusto cammino evolutivo evita squilibri e malattie (1997), Mediterranee, 2006 ISBN 88-272-0438-5
- Il viaggio interiore: meditazioni guidate alla ricerca di sé, Mediterranee, 1998 ISBN 88-272-0494-6
- Digiuno e consapevolezza, Tecniche Nuove, 1999 ISBN 88-481-0917-9
- La purificazione del corpo: metodi e cure per disintossicare, depurare e liberare l'organismo, con Doris Ehrenberger, Mediterranee, 1999 ISBN 88-272-1285-X
- Medicina e autoguarigione per la donna. Ritrovare in se stesse benessere e armonia psicofisica, con Volker Zahn, Mediterranee, 2000 ISBN 88-272-1345-7
- I pilastri della salute. Come migliorare la qualità e la durata della vita, con Baldur Preiml e Franz Mühlbauer, Mediterranee, 2001 ISBN 88-272-1415-1
- Problemi di cuore. Interpretazione psicosomatica del disturbo cardiaco, trad. di M. Caria, S. Ferrari, Tecniche Nuove, 2002 ISBN 88-481-1144-0
- La straordinaria forza terapeutica del respiro, con Andreas Neumann, Tecniche Nuove, 2003 ISBN 88-481-1330-3
- Album di mandala, con Elisabeth Mitteregger, TEA, 2003 ISBN 88-502-0371-3
- Album Mandala, con Katharina von Martius, Red Edizioni, 2003 ISBN 88-7447-040-1
- Piccolo oracolo della salute, trad. di V. Colombo, TEA, 2004 ISBN 88-502-0519-8
- La vita che nasce. Una visione olistica della gravidanza e del parto, con Margit Dahlke e Volker Zahn, Tecniche Nuove, 2004 ISBN 88-481-1467-9
- Aggressione come scelta. Repressione dell'aggressività e malattia, Mediterranee, 2004 ISBN 88-272-1719-3
- Malattia come simbolo. Dizionario delle malattie. Sintomi, significato, interpretazione, Mediterranee, 2005 ISBN 88-272-1739-8
- Perché fumi? Se lo sai puoi scegliere, con Margit Dahlke, Tecniche Nuove, 2005 ISBN 88-481-1739-2
- La saggezza del corpo, Mediterranee, 2005 ISBN 88-272-1778-9
- Curarsi con il digiuno: un programma completo, Mediterranee, 2005 ISBN 88-272-1744-4
- Il sonno. La parte migliore della vita, Mediterranee, 2006 ISBN 88-272-1824-6
- Mangiar sano. Nutrirsi bene e con gusto, trad. di S. Candida, Mediterranee, 2007 ISBN 88-272-1909-9
- Uscire dalla depressione. Sentieri di luce nel buio dell'anima, trad. di C. Malimpensa, Apogeo Editore, 2008 ISBN 88-503-2604-1
- Cibo, peso e psiche. Interpretazione psicosomatica dei disturbi alimentari, Tecniche Nuove, 2008 ISBN 88-481-1811-9
- Il corpo specchio dell'anima: capire se stessi e accettare il proprio corpo, Mediterranee, 2009 ISBN 88-272-2008-9
- Pronto soccorso per l'anima, Tecniche Nuove, 2009 ISBN 88-481-2305-8
- La psicologia del denaro. Ricchezza e qualità della vita, trad. di M. T. Pozzi, Tecniche Nuove, 2010 ISBN 88-481-2370-8
- Terapia con i Mandala, TEA, 2010 ISBN 88-502-0845-6
- Il grande libro del digiuno, trad. di S. Candida, Mediterranee, 2010 ISBN 88-272-2062-3
- Malattia linguaggio dell'anima nel bambino, con Vera Kaesemann, Mediterranee, 2012 ISBN 88-272-2160-3
- La grande metamorfosi. Moriamo... e vivremo ancora, Mediterranee, 2012 ISBN 88-272-2175-1
- I benefici del digiuno. Un programma di sette giorni creato dal guru del digiuno per vivere più sani e più a lungo, trad. di R. Zuppet, Armenia, 2012 ISBN 88-344-2828-5
- Le leggi del destino. Regole di gioco per la vita. Risonanza, polarità, consapevolezza, trad. di A. Luretti, Mediterranee, 2012 ISBN 88-272-2215-4
- Mandala per i bambini, con Katharina von Martius, Red Edizioni, 2013 ISBN 88-573-0485-X
- Le impronte dell'anima. Che cosa le mani e i piedi rivelano di noi, con Rita Fasel, trad. di A. Luretti, Mediterranee, 2013 ISBN 88-272-2240-5
- Ombra, apri la porta al lato oscuro della tua anima. Un manuale per imparare a riconoscerla e amarla, trad. di A. Luretti, Macro Edizioni, 2014 ISBN 88-6229-630-4
- Vegan per tutti, trad. di L. Bonosi, LSWR, 2015 ISBN 978-88-6895-251-8